# Overland Park
Overland Park je město v okresu Johnson County ve státě Kansas ve Spojených státech amerických. Po Wichitě jde o druhé největší město v Kansasu. Jde zároveň o nejlidnatější předměstí Kansas City, nacházejícího se ovšem již ve státě Missouri. Leží jen několik kilometrů východně od města Olathe a 21 kilometrů jižně od centra Kansas City v Missouri.
K roku 2020 zde žilo 197 238 obyvatel. S celkovou rozlohou 196 km² byla hustota zalidnění 999 obyvatel na km². Druhým největším městem v Kansasu je Overland Park od nultých let 21. století, když v této době co do počtu obyvatel předstihlo Kansas City.